# Будская волость

Нас. пункты с числом жителей и указанием школ (1914)

Будская волость — административно-территориальная единица в составе Жиздринского уезда Калужской (с 1920 — Брянской) губернии.
Административный центр — деревня Буда.

## История
Будская волость Жиздринского уезда образована в ходе реформы 1861 года, в неё вошли приходы церквей сёл Усты и Дубровка.
Помимо упомянутых сёл в состав волости входило 11 селений: деревни Будские выселки, Высокая, Кремничная, Лутовна, Марьино, Палики, Усадьба и Ясенок, сельца Думиничи и Речицы. В 1901 году в Ясенке была построена церковь Рождества Христова, и она перешла с статус села.
На 1880 год в составе волости числилось 25 323 десятин (276,7 км²) земли, в том числе пахотной — 6554 десятин (71,6 км²).
Население волости составляло в 1880 году — 4927, в 1896 — 6751, в 1913 — 8580, в 1920 — 4288 человек.
Крупнейшими частными землевладельцами на территории волости были промышленник С. И. Мальцов и созданное им Акционерное общество Мальцовских заводов.
К 1896 году в волости имелось шесть земских школ и одна церковно-приходская в Ясенке. К 1913 году школы в Буде и Дубровке перешли разряд министерских, а в Паликах появилась ещё одна земская.
В 1918 году часть территории передали новообразованным Шахтинской и Дубровской волостям.
В 1924 году Будская волость была укрупнена: ей передали Хотьковскую, Дубровскую, часть Шахтинской и Вёртненской волостей. Еще через год объединили с Брынской, а волостной центр перенесли в село Думиничский завод, после чего волость стала называться Думиничской. В 1929 году территория бывшей Будской волости вошла в состав Думиничского района.